# Variometar
Variometar je instrument koji mjeri vertikalne brzine leta. Zrakoplov tijekom leta stalno mijenja visinu u odnosu na okolni zrak. Veličina te promjene zavisi od usvojenog režima leta i sve je veća što je brzina na putanji veća. Pretpostavimo da je pilot usvojio jedan režim leta, koji kontrolira brzinomjerom, i stalno ga održava. Ako zrak koji okružuje zrakoplov nema vertikalnu komponentu brzine onda će se zrakoplov u odnosu na zemlju spuštati istom brzinom kao i u odnosu na okolni zrak. Penjanje zrakoplova u odnosu na zemlju moguće je jedino u slučaju da zrak koji ga okružuje ima veću brzinu penjanja od njegove relativne brzine spuštanja. Ako su te dvije brzine jednake, zrakoplov održava stalnu visinu.
Shematski prikaz rada najjednostavnijeg tipa variometra prikazan je na slici. Hermetička komora (1) povezana je s atmosferom preko kapilarne cjevčice (2). Prilikom promjene visine, mijenja se statički tlak okolnog zraka. Kapilarna cjevčica sprječava da se tlak u komori trenutno izjednači s njim, zbog čega dolazi do razlike tlaka na njezinim krajevima. Ta razlika je proporcionalna brzini promjene visine i može se očitati na skali manometra (3). Skala je razdijeljena tako da omogućava direktno očitavanje vertikalne brzine u metrima u sekundi. Pri penjanju, tlak okolnog zraka brže opada od onog u komori pa se tekućina u desnom dijelu cijevi diže iznad nultog položaja. Pri spuštanju je obrnuto. Ako se manometar s tekućinom (3) zamijeni osjetljivom kapsulom čiju deformaciju prijenosni mehanizam prenosi na kazaljku, dobiva se manometar klasične konstrukcije. Variometri su vrlo osjetljivi instrumenti i reagiraju i na sasvim male razlike tlaka.